# Kazán (berendezés)

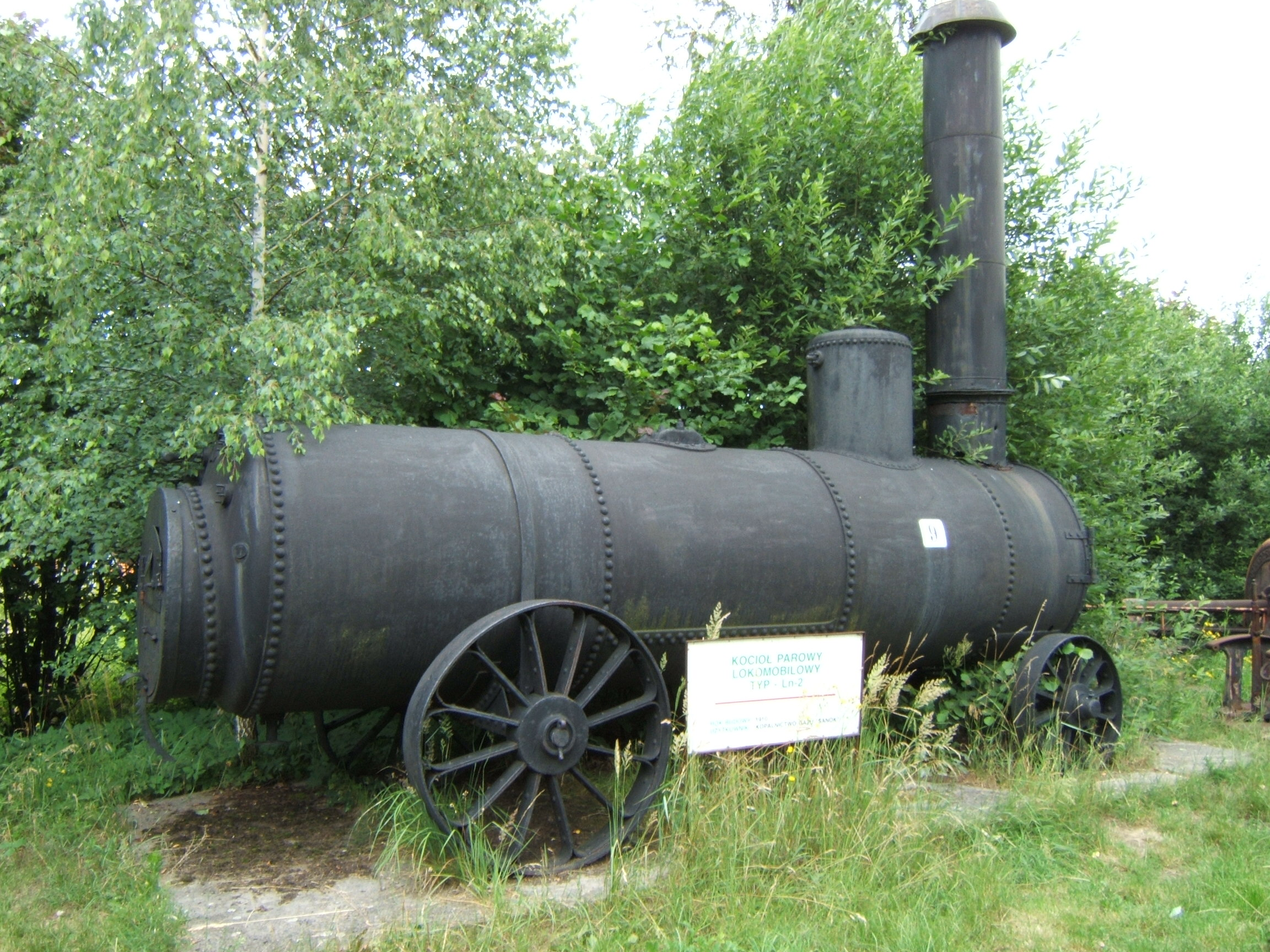
Mozgatható (mobil) kazán Tarnowskie Góryban, az egykori ezüstbányában (Lengyelország)

A kazán egy olyan berendezés, amelyben a tüzelőanyagban (fosszilis, vagy bio-tüzelőanyagban) lekötött kémiai energiát szabadítunk fel égetéssel (oxidáció), illetve ezt a felszabadított hőenergiát egy közvetítő közeggel közöljük.
A közvetítő közeg általában forró víz, illetve telített vagy túlhevített gőz, de lehet bármilyen egyéb, nyomás alatt álló vagy atmoszferikus nyomású folyékony vagy gáz halmazállapotú közeg. (A forró víz, illetve gőz ipari léptékű előállítása történhet nagy teljesítményű ellenálláshuzalba vezetett elektromos áram felhasználásával is.) Amennyiben nem történik közvetítő közeges hőközlés a kazánban, akkor gázgenerátorról beszélünk, amelyben a gázüzemű motor dugattyúival meghajtott tengely forgási energiája indukálja közvetlenül az elektromos áram előállítását. (A motor égéstermékének hőenergiája a már ismertetett közvetítő közegként hasznosítható.) 
Az égetés általános feltételeit a kazán működtetéséhez biztosítani kell, így a légellátást, füstgázelvezetést, megfelelő elhelyezést, valamint a biztonsági előírások betartását.

## A felhasznált tüzelőanyag szerint a kazán típusai
- szilárd tüzelésű (szén, szénpor, biomassza, vegyes, pellet, hulladék)
- folyékony tüzelőanyagú (tüzelőolaj, fűtőolaj, kőszénkátrány olajok)
- gáztüzelésű (földgáz, PB gáz, kohógáz, biogáz)

### A tüzelőanyag égése
kémiai reakciókon keresztül a tüzelőanyag szén (vagy más elem tartalma) oxigénnel széndioxidot (oxidokat) alkot, a hidrogén tartalma vízgőzzé alakul át. Ezek mennyiségi és hőmennyiségi viszonyait a sztöchiometriai és termokémiai folyamatok írják le.
Pl. a szén elégésekor keletkező széndioxidra és hőmennyiségre vonatkozó egyenlet:
```
 C+	O2 =	CO2 	+	ΔH 
 12g	  32g	  44g		-395,44 kJ/mol
```

A hidrogén elégésekor keletkező vízgőzre és hőmennyiségre vonatkozó egyenlet:
```
 H2+	1/2O2=	H2O	+	ΔH
 2g	  16g	  18g		-241,96 kJ/mol
```

(A standard 25 C°-os állapotra vonatkoztatva.)

## Kazánok tüzelőberendezései
Az egyes anyagminőségek elégetése más technikai megoldással, tüzelőberendezéssel történik, aszerint, hogy szilárd, folyékony, vagy gáznemű tüzelőanyagok elégetéséről van szó.
Tűztér: a kazánnak az a része, amelyben a kémiai reakció lejátszódik, az égés lezajlik, és a legmagasabb a hőmérséklet. Az innen kikerülő füstgáz/égéstermék a hőcserélőkön, vagy besugárzott felületeken leadja a hőjét. Maga a tűztér is burkolva lehet hőátadó felületekkel, részben vezetéses, részben sugárzásos hőcsere számára.
Rostélytüzelés: szilárd tüzelőanyagokhoz alkalmas mechanikus továbbító berendezéssel juttatjuk a tüzelőanyagot a tűztérbe, ahol begyullad, elég, a hamu és salak pedig távozik a rostélyról.
Szénportüzelés: a tökéletesebb égéshez a szenet aprítják, porrá törik, és levegővel keverve a szénporégőkkel befújják a tűztérbe, ahol további szekunder levegővel keveredve elég.
Olajtüzelés: az égéshez az olajat (tüzelőolaj, fűtőolaj) melegítik, porlasztják, és levegővel keverve az olajégők befújják a tűztérbe.
Gáztüzelés: növekvő szerepe van, a széntüzelés csökkentése mellett. Előnyei: azonos minőségű tüzelőanyag, hamu gyakorlatilag nincs, kis légfelesleg, jól automatizálható, kisebb beruházási költséggel megépíthető. Jellemző eszközei a gázégők. A gázégők az erőművi méretektől a háztartási fali gázkazánokig változatos típusokban kerülnek gyártásra (színgázégők, elő-, és utókeveréses égők, blokkégők, égőcső, égőtálca, sugárzó égő).
Kombinált tüzelés: különböző halmazállapotú tüzelőanyagok egyidejű, vagy felváltva történő eltüzelésére készül.
Póttüzelés: szilárd tüzelőanyag minőség változás miatt bekövetkező teljesítmény csökkenés pótlására szolgál. A tüzelőanyag begyulladását a tűztér biztosítja (pl. rostély sugárzása).
Támasztó tüzelés: ha a tüzelőanyag minősége miatt, vagy minőség változás esetén a tüzelőanyag nem gyulladna be, akkor támasztó égővel támasztólángot ad.

## Kazánfajták közvetítő közeg és szerkezet szerint

### Gőzkazánok
Nagyvízterű kazán: jellegzetes szerkezeti eleme a nagyméretű dob. A dobban helyezték el a hőcserélő felületet, a lángcsövet. A dob gőztere a gőz minőségét (vízmentességét) biztosítja, vízterének hőtárolási szerepe is van.
Ferde vízcsöves kazán: a dob alatt két vízkamra között ferdén elhelyezett füstcső kötegen keresztül történik a hőátadás nagy része.
Meredekcsöves kazán: eleinte két dob között függőlegesen elhelyezett fűtőfelületek szolgáltak hőcserélőként, a legutóbbi típusokban az alsó dobot kamrákkal helyettesítették.
Besugárzott kazán: lényegében besugárzott elgőzölögtető felületű, természetes cirkulációjú kazán. A teljesítménynövelési igény miatt alakították ki, az elgőzölögtető fűtőfelület a tűztér körül, besugárzott felületet alkot. Felül gőzdobot, alul kamrákat, közötte a függőleges hőátadó csöveket tartalmaz.
Fentieken kívül léteznek különleges kazánok, melyek a legnagyobb teljesítményre, nagynyomású gőz termelésére alkalmas típusok.
Gőzkazánok fűtőfelületei:
Elgőzölögtető: a gőzkazánokban betáplált tápvíz az elgőzölögtetőben gőz halmazállapotba kerül.
A gőznek az elgőzölgetőből kilépő állapoton túli hevítésére szolgáló fűtőfelületek a túlhevítők.Általában a gőzkazánok túlhevített gőzt állítanak elő.
A kazánba juttatott tápvíz a tápvíz-előmelegítőkön keresztül ér el a rendszer belső terébe.
Cirkuláció szerint a kazánok belső áramlási rendszere lehet:
Természetes cirkulációjú: a forró és hideg közeg fajsúlykülönbsége hozza létre az áramlást.
Kényszerátáramlású: az áramlást szivattyú biztosítja. Az egyenletes közegeloszlás alapvető követelmény mind az elgőzölögtetők, túlhevítők, mind a tápvíz-előmelegítők esetében.
Tápvíz előkészítés: a tápvíz minőség biztosítása a kazán belső felületek tisztasága, korróziómentessége, és a gőzminőség miatt lényeges. A tápvizet szilárd szennyezőktől megtisztítják, lágyítják, gáztalanítják.
Kazánok füstgáz oldali korróziója:
- alacsony hőmérsékletű korrózió: a füstgázban lévő pára, gőzök, savgőzök lecsapódása miatt keletkezik.
- magas hőmérsékletű korrózió: oxidáció, redukció, ill. szennyező anyagok (salak) miatt keletkezik.
Egyéb kazántípusok:

### Melegvíz kazánok
Ha egy kazánban (általában helyiségfűtésre) a visszatérő fűtővíz hőmérséklete Tvki<95 C°, akkor melegvíz kazánról van szó. (Pl. központi fűtés fali kazánok.)

### Forróvíz kazán
Ha egy kazánban a Tvki>115 C° lehet, pl. távfűtésnél, akkor forróvíz kazánról van szó. Ezekben a kazánokban a hőtovábbító közeg víz, mely a kazán legmelegebb pontján sem gőzölög el, mert a víz olyan nyomás alatt áll, amely nyomáson a víz nem forr fel 115 °C felett

### Termoolaj kazán
Termoolaj kazánban a közvetítő fűtött közeg termoolaj (pl. naperőműveknél). Olyan berendezések, melyekben főleg ásványi, esetleg növényi vagy szintetikus olajakat használnak hőhordozónak. Jellemzően 250–350 °C közötti hőmérsékleten működnek.

### Gázgenerátorok
A gázgenerátor kazánban külső célra hőelvétel nem történik, de a tüzelőanyag a tűztérben elgázosodik, a keletkezett gázt vezetik el felhasználásra. A gázgenerátor kazánokban az (általában szilárd) tüzelőanyag égése léghiányos környezetben csak részben történik meg, olyan mértékben, ami fedezi az esetleges nedvességtartalom távozását, az illóanyagok távozását, illetve a maradó szilárd anyag (általában szén) elgázosítását (szén-monoxiddá). A távozó gáz a földgáznál lényegesen alacsonyabb fűtőértékű, de éghető gáz, ami gázmotorokban, gázturbinákban, vagy a kazán egy másik terében tovább tüzelhető. (Az elgázosító kazán ettől eltérő lehet, pl. fatüzelésű lakásfűtő, kommunális faelgázosító kazán.)

## Kazánszabályozás
A kazánokban a kívánt teljesítményt, gőzállapotot valamint több üzemi jellemzőt szabályozással megfelelő értéken tartják. Így a tápnyomást és tápvízelőmelegítést, a teljesítményt (kg/h), a gőz/melegvíz ill. közvetítő közeg hőmérsékletét és nyomását, az égés minőségét befolyásoló légfelesleget, ill. levegőmennyiséget, továbbá olyan jellemzőket, melyek befolyással lehetnek az üzemelésre.

## Biztonság
Kazánok szerkezeti tervezése, telepítése, és üzeme engedélyezéshez van kötve. A szerkezeti anyagoktól az üzemelésig törvényileg és szabványokkal rögzítették az egyes elemek kialakítását, és az egyes műveleteket.